# Vanessa braziliensis
Vanessa braziliensis es una mariposa neotropical de la familia Nymphalidae, la subfamilia Nymphalinae, el género Vanessa. Se encuentra distribuida en el sureste de América del Sur: norte de Argentina, Bolivia, Brasil, Ecuador, Paraguay, Perú, Venezuela y Uruguay. El nombre científico de la especie. denominado Pyrameis braziliensis, fue clasificado en 1883 por Frederic Moore. El nombre común usado en español es dama pintada, Vanesa amazónica o dama de cuatro ojos, en quechua se la llama pirpinto manchado. 

## Características
Ambos sexos de Vanessa braziliensis se parecen. El ápice (punta del ala) de las alas delanteras es negro con manchas blancas. En la zona submarginal de la parte superior de las alas traseras hay dos manchas oculares negras con un centro azul celeste. El tamaño de los individuos de esta especie es de 5 a 6 centímetros, con contornos más o menos dentados y tonos rojos, rosados y anaranjados, vistos desde arriba, además de presentar unos característicos dibujos jaspeados en blanco y negro, en la mitad superior de las alas delanteras, y marrones. Visto desde abajo, hay dibujos principalmente rosados en la parte central de las alas delanteras y un par de ocelos, bien visibles, situados en una zona marrón de las alas traseras.
Vanessa braziliensis es considerada la más bella de su género por su tono de rosa especialmente vivo. Su aspecto es muy similar al de la especie Vanessa carye, estrechamente relacionada, que tiene cuatro puntos de ocelos negros con el centro azul celeste.
Sus huevos son de una tonalidad verde amarillenta, dispuestos aisladamente. La oruga de aspecto negruzco posee espinas y líneas amarillas, que llega a medir 35 mm. Las crisálidas tienen una envergadura de 38 a 46 mm y un color de fondo marrón anaranjado con manchas negras, se ubican solitariamente alrededor de las hojas superiores y el tallo de la planta que les sirve de alimento.
Cuenta con un vigoroso vuelo, en el cual intercala aleteos rápidos y planeos al nivel del suelo. Acostumbran a asolearse con las alas desplegadas. Por la noche buscan las hojas o los tallos de plantas herbáceas altas para colgarse. Es una especie activa durante el invierno.

### Aberraciónelymi
Se conoce una rara aberración, que también se da en otras especies del género Vanessa. En ésta faltan las marcas alares discoides, los elementos oscuros subapicales se funden y muestra una fila de manchas blancas submarginales. Esta aberración es probablemente causada por el frío durante la fase de pupa. Fue descrita como Pyrameis huntera ab. dallasi. (Köhler, 1945).

## Hábitat
El hábitat de Vanessa braziliensis incluye praderas, estepas, matorrales y sabanas a baja altitud con terreno abierto y soleado y un estrato herbáceo. La especie también vive en los márgenes boscosos a lo largo de pequeños arroyos. Las zonas dominadas por el hombre, como los barbechos, las zonas agrícolas, los jardines, también en las zonas urbanas, son también hábitats adecuados. En su área de distribución meridional (Paraguay) es probablemente migratoria. No se sabe nada sobre su comportamiento en latitudes medias y bajas.
Según Adrian Hoskins, esta especie puede encontrarse en una gran variedad de entornos antropogénicos; a lo largo de los bordes de los claros, en hábitats de bosques secundarios y en campos, zonas rocosas áridas, pastos, jardines y plazas, a altitudes de entre 1800 y 3500 metros. 
Es posible encontrarla activa en las horas cálidas del día, y ambos sexos suelen verse en grupos de hasta una docena de individuos.

## Distribución
Vanessa braziliensis está presente en Sudamérica en zonas tropicales, subtropicales y templadas al sur del Amazonas y al este de los Andes. Hay registros del centro y sur de Brasil, Bolivia, Perú, Ecuador, Uruguay, las provincias del norte y el centro de Argentina y de Paraguay.
En Brasil, Vanessa braziliensis está presente en los estados de Río Grande del Sur (Serra do Sudeste y alrededores de Pelotas), São Paulo y Espírito Santo. En Argentina en las provincias de Misiones, Chaco, Formosa, Corrientes, Río Negro, Buenos Aires y Ciudad Autónoma de Buenos Aires. En Paraguay, se encuentra en los departamentos de Itapúa, Misiones, Paraguarí, Departamento Central, Canindeyú, Ñeembucú, Alto Paraná y Caazapá.

### Chile
En enero de 2012, un macho de Vanessa braziliensis fue observado a unos 3300 m de altura en la región de la vertiente occidental de los Andes del norte de Chile, en los alrededores del pueblo de Socoroma, provincia de Parinacota. Posteriormente, en enero de 2013, se recogieron tres hembras de esta especie en un lugar situado a unos cinco kilómetros al suroeste del lugar de recogida del año anterior. Estas mariposas visitaban pequeñas plantas de Gnaphalium (Asteraceae), donde se detectaron larvas. Este es el primer registro de esta mariposa en Chile.

### Paraguay
En Paraguay, Vanessa braziliensis vuela desde finales de abril hasta mediados de noviembre, durante el invierno del hemisferio sur.

## Plantas alimenticias
Las orugas de Vanessa braziliensis doblan e hilan las hojas de la planta alimenticia en una bolsa de hojas, en la que viven hasta que pupan. Las orugas se alimentan principalmente de plantas de la familia de las compuestas (Asteraceae):

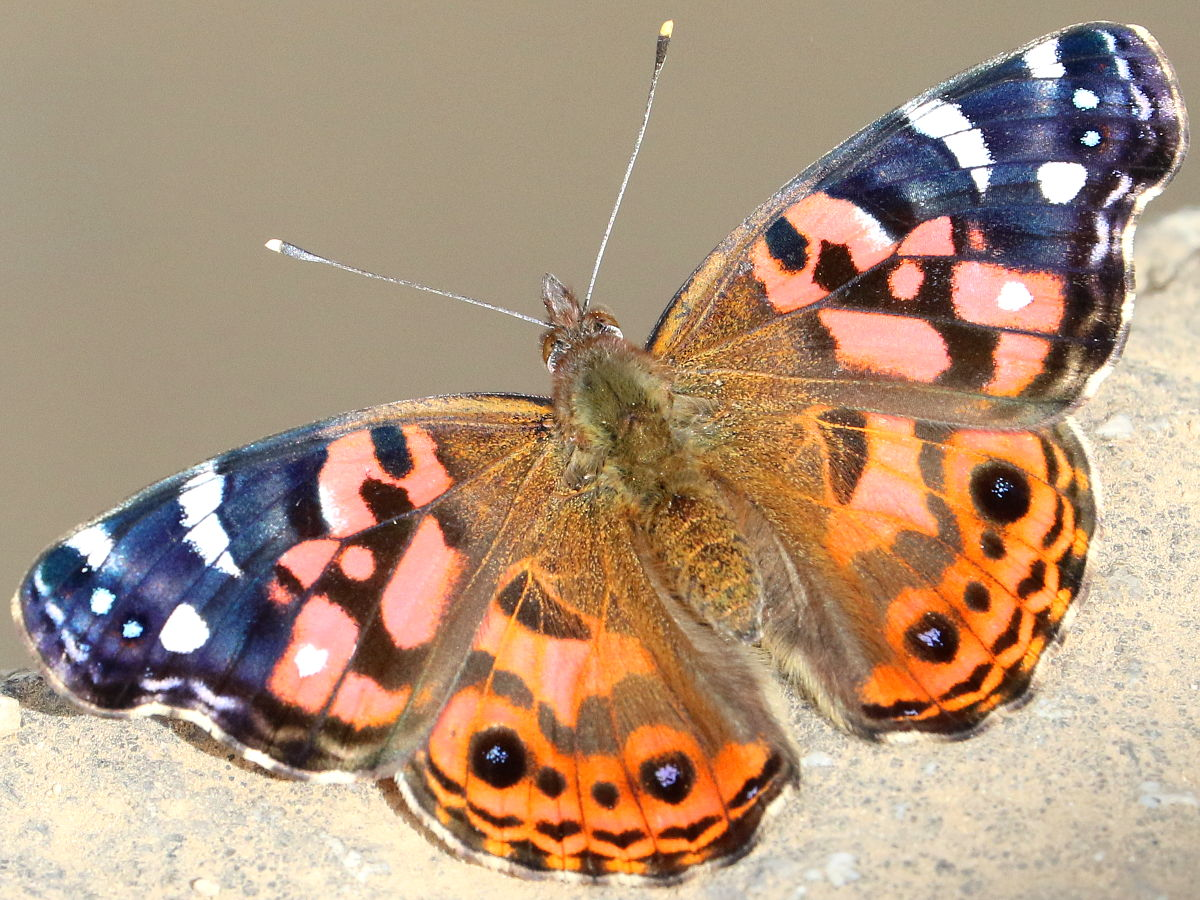
Vanessa braziliensis en Machu Picchu, Perú

- Asteraceae
  - Achyrocline satureioides
  - Gamochaeta Arten.
  - Gnaphalium
    - Gnaphalium purpureum
    - Gnaphalium spicatum
    - Gnaphalium stachydifolium
    - Gnaphalium gaudichandianum

  - Pseudognaphalium obtusifolium
- Malvaceae
  - Althaea

## Sinonimia
Otros nombres:
- Pyrameis virginiensis Drury, 1770
- Papilio huntera Fabricius, 1775
- Pyrameis braziliensis Moore, 1883
- Pyrameis huntera var. rubia Staudinger, 1894
- Pyrameis virginiensis Drury, 1894
- Vanessa cardini ushuwaia Bryk, 1944
- Pyrameis huntera ab dallasi Köhler, 1945
- Vanessa virginiensis brasiliensis Hayward, 1949
- Vanessa virginiensis braziliensis Hayward, 1950
- Vanessa virginiensis braziliensis Brown & Mielke, 1967
- Vanessa braziliensis Brown & Mielke, 2000

## Estado
No posee un estatus de protección particular.